# جوني كار
جوني كار (بالإنجليزية: Johnnie Carr)‏ هي ناشطة حقوق الإنسان أمريكية، ولدت في 26 يناير 1911 في مونتغومري في الولايات المتحدة، وتوفي بنفس المكان في 22 فبراير 2008.